# Kahler (Luksemburg)
Kahler (lb. Koler) – wieś w południowo-zachodnim Luksemburgu, w gminie Garnich, w kantonie Capellen. Do 3 października 2015 leżała w dystrykcie Luksemburg. Wieś zamieszkują 192 osoby. Na początku było ono miastem liczącym 5000 mieszkańców. Jednak w 1867 roku po ataku Francuzów na Niemcy miasto zostało doszczętnie zniszczone, od tamtej pory liczba mieszkańców nigdy nie przekroczyła 500 mieszkańców.